# Xã Miami, Quận Hamilton, Ohio
Xã Miami (tiếng Anh: Miami Township) là một xã thuộc quận Hamilton, tiểu bang Ohio, Hoa Kỳ. Năm 2010, dân số của xã này là 15.757 người.